# Сэнума, Каё
Каё Сэнума (яп. 瀬沼夏葉 Каё Сэнума), настоящее имя Икуко Сэнума, яп. 瀬沼郁子, в девичестве Ямада, яп. 山田; 11 декабря 1875 года — 28 февраля 1915 года) — японская писательница, переводчица и педагог. Первой познакомила японских читателей с творчеством Антона Чехова.

## Биография
Родилась в городе Такасаки (нынешняя префектура Гумма) в семье владельца семенного бизнеса Кандзиро Ямады и его жены Ёко. Она была первой дочерью, при рождении родители дали ей имя Икуко. Оба её родителя были прихожанами Православной Церкви, и с ранних лет девочка также стала верующей. Осенью 1885 года она поехала в Токио и поступила в женскую богословскую школу-интернат, которую окончила с отличием в июле 1892 года. После окончания школы она осталась преподавать там богословие и в том же году начала публиковаться в журнале «Уранисики», который издавало издательство Сёкэйся.
В это время девушка начала читать различные литературные произведения, такие как «Сказки о суверенитете» Яно Рюкэя, «Преступление и наказание», переведенное Утидой Роаном, и «Асю», переведенную Фтабатэем Симэем, что пробудило в ней желание изучать русскую литературу. В 1896 году архиепископ Николай Японский подарил ей русские учебные пособия, и благодаря помощи Какусабуро Сэнумы она выучила русский язык.
Икуко вышла замуж за Какусабуро в декабре 1897 года и, как считается, после этого бросила преподавание. После свадьбы она прекратила публикации в «Уранисики», но продолжала учить русский язык у Какусабуро и русских знакомых, и её понимание языка продолжало улучшаться.

### Период ученичества у Одзаки Коё
По представлению Мотоно Эйкитиро в феврале 1901 года Какусабуро посетил Одзаки Коё, и Одзаки позволил Икуко поступить к нему в ученицы. В марте следующего года Икуко получила псевдоним «Каё», первой из учениц Коё взяв один иероглиф из творческого псевдонима учителя. Каё продолжала работать под руководством Одзаки до его смерти в 1903 году. Тем временем она писала наброски романов и путевых записок, и переводила: опубликовала «Анну Каренину» Льва Толстого, рассказы Ивана Тургенева, Антона Чехова и т. д. в совместном переводе с Коё, который не знал русского языка.
В 1903 году в августовском номере журнала «Син сёсэцу» вышел перевод рассказа «Дачники» (первоначальное японское название «Луна и люди», более позднее название «Люди на даче»), который стал первым японским переводом произведений Чехова. Затем в октябрьском номере того же журнала был опубликован рассказ «Альбом». Оба перевода были совместной работой Каё и Коё. После смерти учителя Каё стала независимой переводчицей и в 1904 году перевела фрагмент «Бедных людей» («Записки Варвары») Достоевского, и опубликовала его в журнале «Бунгэй курабу».

### Поездки в Россию
В 1909 году Сэнума путешествовала по России одна, что для того времени было очень необычно. Что касается её переводческой деятельности, то в том же году она перевела и опубликовала новеллу «Гостиница» Ги де Мопассана, на следующий год — рассказ «На разъезде» Александра Куприна, а в 1911 году — «Крымские эскизы» Максима Горького.
В 1911 году, она снова поехала в Россию, отправившись 29 апреля с вокзала Синагава, через Цуругу и Владивосток по Сибирской железной дороге в Санкт-Петербург, куда прибыла 18 мая. Там она работала продавцом в магазине на Невском проспекте, но из-за обострения ревматизма ушла с этой работы в августе, потом работала учителем японского языка. После поездки в Финляндию к Леониду Андрееву (их встреча так и не состоялась), Каё вернулась в Японию.

### Смерть
Каё заболела острой пневмонией в феврале 1915 года, а 28 февраля скончалась в возрасте 39 лет. Её похороны прошли в Воскресенском соборе в Токио (яп. Николай-до), тело похоронено на кладбище Дзосигая.

## Переводы
Считается, что у Сэнумы было преимущество, так как она переводила русскую литературу на японский непосредственно с русского языка (при том что с эпохи Мэйдзи (1868—1912) до начала эпохи Тайсё (1912—1926) японские переводчики делали косвенный перевод с английского) и, кроме того, созданные под руководством Одзаки Коё её переводы были выполнены правильным японским языком и отличались элегантностью и свободой стиля. В её переводах часто наблюдается особенность, что несколько предложений объединяются в одно, и используют характерный для переводов того периода витиеватый стиль, подчеркивающий мелодику языка.
Переводы Сэнумы Каё, в которых заметно сильное влияние Одзаки Коё и его редактуры, противопоставляются переводам и текстам Фтабатэя Симэя, которые хоть и вызывали дискомфорт с точки зрения литературного языка того времени, но стремились оставаться верными оригиналу.

### Сборник переводов произведений Чехова
Каё переводила художественные и другие книги, которые регулярно жертвовались из России для Николаевской　духовной семинарии при Воскресенском соборе. Среди них в том числе было «Полное собрание сочинений Чехова», которое редактировал и исправлял сам Антон Чехов. Первые переводы чеховских произведений «Дачники» и «Альбом» сделаны Сэнумой по этому собранию сочинений.
Сборник «Русское литературное мастерство — избранные переводы Чехова» в переводе Сэнумы Каё, изданный издательством «Сисику Сёбо» в 1908 году получил высокую оценку за переводы в журналах «Япония и Японщы» и «Женская литература», а повесть «Палата № 6», которой открывался сборник, была особо отмечена писателем Симадзаки Тосоном и другими.

### Основные переведённые произведения
- Лев Толстой «Анна Каренина»
- Фёдор Достоевский «Записки Вареньки» из романа «Бедные люди»
- Иван Тургенев «Воробей»
- Антон Чехов «Альбом»
- Антон Чехов «Бабы»
- Антон Чехов «Тсс!»
- Антон Чехов «Дорогая собака»
- Антон Чехов «То была она!»